# 石井镇 (娄底市)
石井镇，是中华人民共和国湖南省娄底市娄星区下辖的一个乡镇级行政单位。

## 行政区划
石井镇下辖以下地区：
谭家村、祖师村、白云石村、大跃村、三圭村、斗光村、石井村、回龙村、松江村、环江村、石江村、水口村、蛟龙村、泽溪村、山泉村和江溪村。